# Squalus bucephalus
Squalus bucephalus är en hajart som beskrevs av Last, Séret och Pogonoski 2007. Squalus bucephalus ingår i släktet Squalus och familjen pigghajar. IUCN kategoriserar arten globalt som otillräckligt studerad. Inga underarter finns listade i Catalogue of Life.